# Stazione di Tatsumi
La Stazione di Tatsumi (辰巳駅?, Tatsumi-eki) è una stazione della metropolitana di Tokyo, si trova a Kōtō. La stazione è servita dalla linea Yūrakuchō della Tokyo Metro.

## Struttura
La stazione è dotata di una piattaforma a isola con due binari.
| 1 | Linea Yūrakuchō | per Shin-Kiba                               |
| 2 | Linea Yūrakuchō | per Ikebukuro, Wakōshi, Shinrinkōen e Hannō |

## Stazioni adiacenti
| «               | Servizio        | »               |
| Linea Yūrakuchō | Linea Yūrakuchō | Linea Yūrakuchō |
| --------------- | --------------- | --------------- |
| Toyosu          | -               | Shin-Kiba       |